# Primera División de la República de China
La Primera División de la República de China, también conocida como la Primera División de Taiwán y llamada oficialmente desde 2017 como Liga Premier de Fútbol de Taiwán, es la máxima categoría del fútbol de Taiwán y su organización está a cargo de la Asociación de Fútbol de China Taipéi (CTFA).
Su primera edición data de 1983 a partir de la disputa de la Liga de Fútbol Enterprise (en chino tradicional, 企業足球聯賽), hasta el año 2006. A partir de 2007 se disputó la City A-League, categoría semiprofesional que se extendió hasta 2016. Desde 2017 su lugar es ocupado por la Liga Premier de Fútbol de Taiwán (en chino tradicional, 台灣企業甲級足球聯賽), con la búsqueda de instaurar una liga completamente profesional.

## Historia

### Enterprise Football League
La liga fue creada en el año 1982 con el nombre National Football League (en chino tradicional, 全國足球聯賽) como una liga de fútbol semi-profesional luego de la popularidad que en ese año surgió luego del mundial de fútbol de España 1982. Aparte del torneo de liga, la Asociación de Fútbol de China Taipéi decidió crear otros tres torneos de fútbol en el país, los cuales fueron la Chung Cheng Cup (中正盃), la Li Hui-tang Cup (李惠棠盃), y la CTFA Cup (足協盃).
En la temporada inaugural participaron 7 equipos: Flying Camel, Taipei City Bank, Taipower, Thunderbird, Lukuang, NTCPE FC, TPEC
En 2006 la liga tomó el nombre de Enterprise Football League debido al parentesco del nombre con el de la liga de fútbol americano de los Estados Unidos, y al mismo tiempo, atraer patrocinadores para la liga. Fubon Financial Holding Co. se convirtió en el principal patrocinador de la liga, aunque el número de equipos participantes en la liga disminuyó de 8 a 4 por la exclusión de los equipos representantes de escuelas y colegios con el fin de crear una liga de fútbol más profesional, aunque al final solo dos equipos tenían categoría de semi-profesional: Tatung FC y Taipower FC.
En noviembre de 2007 la Asociación de Fútbol de China Taipéi anunció que la liga se jugaría hasta la temporada 2009, ya que ese año la liga sería reemplazada por la City A-League.

### City A-League
La City A-League fue la máxima categoría de la liga de fútbol de la República de China desde 2007 y hasta 2016. La liga era de carácter semiprofesional y era organizada por la Asociación de Fútbol de China Taipéi.
La liga toma el lugar de la desaparecida Enterprise Football League que se disputó entre 1983 y 2006. A su vez, fue reemplazada en 2017 por una nueva categoría, esta vez completamente profesional.

### Taiwan Football Premier League
La Liga Premier de Fútbol de Taiwán fue creada en el año 2016 como reemplazo de la City A-League, la cual fue su liga de primera división de 2006 a 2016.
La liga es de categoría profesional y, a diferencia de la City A-League, esta liga cuenta con descenso de categoría. El campeón clasifica a la Copa AFC, el segundo torneo continental en importancia en Asia.

## Equipos participantes

### Temporada 2021
- Hang Yuen FC
- Taichung Futuro
- Taiwan CPC Corporation FC
- NTUPES
- Taipei Flight Skywalkers
- Taipower FC
- Tainan City
- Tatung FC

## Campeones

### Títulos de Primera División por año
| Temp.                          | Campeón                 | Subcampeón                      | Tercer lugar                          | Cuarto lugar                      |
| ------------------------------ | ----------------------- | ------------------------------- | ------------------------------------- | --------------------------------- |
| Enterprise Football League     |                         |                                 |                                       |                                   |
| 1983                           | Flying Camel            | Taipei City Bank                | Taipower                              | Lukuang                           |
| 1984                           | Flying Camel            | Lukuang                         | Taipei City Bank                      | Taipower                          |
| 1985                           | Flying Camel            | Taipei City Bank                | Lukuang                               | Taipower                          |
| 1986                           | Taipei City Bank        | Flying Camel                    | Lukuang                               | Taipower                          |
| 1987                           | Taipower                | Flying Camel                    | Taipei City Bank                      | Lukuang                           |
| 1988                           | Flying Camel            | Taipower                        | Lukuang                               | Taipei City Bank                  |
| 1989                           | Taipei City Bank        | Flying Camel                    | Lukuang                               | Taipower                          |
| 1990                           | Taipower                | Taipei City Bank                | Lukuang                               | Tatung                            |
| 1991                           | Taipei City Bank        | Lukuang                         | Taipower                              | Tatung                            |
| 1992                           | Taipower                | Tatung                          | Flying Camel                          | Lukuang                           |
| 1993                           | Flying Camel            | Taipower                        | Taipei City Bank                      | Tatung                            |
| 1994                           | Taipower                | Taipei City Bank                | Lukuang                               | Flying Camel                      |
| 1995                           | Taipower                | Tatung                          | Taipei City Bank                      | Lukuang                           |
| 1996                           | Taipower                | Tatung                          | Taipei City Bank                      | Flying Camel                      |
| 1997                           | Taipower                | Tatung                          | Taiwan PE College                     | Taipei City Bank                  |
| 1998                           | Taipower                | Taipei City Bank                | Flying Camel                          | Taiwan PE College                 |
| 1999                           | Taipower                | Tatung                          | Lukuang                               | Taiwan PE college                 |
| 2000/01                        | Taipower                | Tatung                          | Wei Dan                               | Taiwan PE College                 |
| 2001/02                        | Taipower                | Tatung                          | MCU                                   | Taiwan PE college                 |
| 2002/03                        | Taipower                | Tatung                          | Taiwan PE college                     | MCU                               |
| 2004                           | Taipower                | Tatung                          | MCU                                   | Taiwan PE college                 |
| 2005                           | Tatung                  | Taipower                        | NSTC FC                               | Ming Chuan University             |
| 2006                           | Tatung                  | Taipower                        | China-Taipéi (como China Steel)       | NSTC FC (como Fubon Financial)    |
| 2007                           | Taipower                | NSTC FC (como Kenting Chateau)  | China-Taipéi (como Fubon Financial)   | Tatung FC                         |
| 2008                           | Taipower                | Tatung FC                       | Taiwan PE College (como Molten Tso I) | Taipei PE College (como Hun Sing) |
| City A-League                  |                         |                                 |                                       |                                   |
| 2007                           | Tatung FC               | Taipei PE College               |                                       |                                   |
| 2008                           | Taiwan Power Company    | Taiwan University PE FC         |                                       |                                   |
| 2009                           | Taiwan University PE FC | Taiwan Power Company            |                                       |                                   |
| 2010                           | Taiwan Power Company    | Taipei PE College               |                                       |                                   |
| 2011                           | Taiwan Power Company    | Tatung FC                       |                                       |                                   |
| 2012                           | Taiwan Power Company    | Tatung FC                       |                                       |                                   |
| 2013                           | Tatung FC               | Taiwan Power Company            |                                       |                                   |
| 2014                           | Taiwan Power Company    | National Sports Training Center |                                       |                                   |
| 2015-16                        | Taiwan Power Company    | Tatung FC                       |                                       |                                   |
| 2017                           | Taiwan Power Company    | Tatung FC                       |                                       |                                   |
| Taiwan Football Premier League |                         |                                 |                                       |                                   |
| 2017                           | Tatung FC               | Taipower FC                     | Hang Yuen FC                          |                                   |
| 2018                           | Tatung FC               | Taipower FC                     | Hang Yuen FC                          |                                   |
| 2019                           | Tatung FC               | Taipower FC                     | Hang Yuen FC                          |                                   |
| 2020                           | Tainan City FC          | Taipower FC                     | Taichung Futuro FC                    |                                   |
| 2021                           | Tainan City FC          | Taipower FC                     | Taichung Futuro FC                    |                                   |
| 2022                           | Tainan City FC          | Taichung Futuro FC              | Taipower FC                           |                                   |
| 2023                           | Tainan City FC          | Leopard Cat FC                  | Taipower FC                           |                                   |
| 2024                           | Tainan City FC          | Taichung Futuro FC              | Hang Yuen FC                          |                                   |

### Títulos de Primera División por equipo
Se cuentan todos, desde la Enterprise Football League hasta ahora.
| Club                       | Campeón | Años campeón |
| -------------------------- | ------- | --- |
| Taiwan Power Company       | 22      | 1987, 1990, 1992, 1994, 1995, 1996, 1997, 1998, 1999, 2001, 2002, 2003, 2004, 2007, 2008, 2008, 2010, 2011, 2012, 2014, 2015-16, 2017 |
| Tatung FC (Leopard Cat FC) | 7       | 2005, 2006, 2007, 2013, 2017, 2018, 2019                                                                                              |
| Flying Camel               | 5       | 1983, 1984, 1985, 1988, 1993 |
| Tainan City FC             | 5       | 2020, 2021, 2022, 2023, 2024 |
| Taipei City Bank FC        | 3       | 1986, 1989, 1991 |
| Taiwan University PE FC    | 1       | 2009 |